# Bank Dance Hall
A Bank Dance Hall Magyarország egyik diszkója volt.

## Története
Először a Váci utcában nyitotta meg kapuit a magyar, az r'n'b és a pop-dance zene kedvelőinek. 
2002-ben átköltözött a Nyugati pályaudvar műemlék épületébe. 
Itt előtte is üzemeltek diszkók, először a Total Car 2, az E-Play, majd Face, ezután a Bank Dance Hall néven folytatta a szórakoztatást.
Több mai ismert magyar előadó kezdte ezen a szórakozóhelyen a pályafutását, például: Dj Thomka, Peat Jr. & Fernando, Dj Bones, Dj Free, DjFunThomas, Dead Mike, Dj Bruno, Aaron Drako, Dj Matthew, Dj Zsibi D, Prince Deejays.
Az Óbudai-sziget déli részén az hajdani Óbudai Hajógyár épületeiben Vizoviczki László által 2013-ig üzemeltetett új hullámos szórakozóhelyek idővel elszívták a fizetőképes vendégeket.

### Bank Light
2000-ben indult útjára a diszkó kezdeményezése, mely a Bank Light nevet kapta. A rendezvény minden szombaton 17 órától 22 óráig tartott, célja az volt, hogy a kamaszok igényeit is kiszolgálja. A belépés 14 év fölöttieknek volt szabad.

### Bank Night
A Bank Dance Hall rendezvényei a Bank Light partikon részvevőknél idősebbek számára. Péntekenként és szombatonként, illetve ünnep- és munkaszüneti napokon (például: karácsony, szilveszter stb.) 22 órától reggel 5 óráig tartott.
A Nyugati téri diszkó épületében több szinten folyt a szórakoztatás, az első szinten r'n'b, a második emeleten napjaink legnagyobb slágerei, a harmadik emeleten pedig magyar dance zene szólt.

## Emlékezete
A Bank Dance Hall egykori DJ-i és szervezői évente kétszer azóta is összeállnak, hogy méltóképpen emlékezzenek az ikonikus szórakozóhelyre. A BANK CLASSIC bulik helyszíne a Nyugati tér közelében működő Remix Retro Disco.

## Érdekességek
- A 2004-es Valentin-napi Teenager Partyn forgatták le Peat Jr. és Fernando toplistás számának, a Hiányzolnak videóklipjét.
- A Bank Dance Hall rendszeresen indított kamiont a Budapest Parádén, melyre a diszkóban választják ki a táncosokat.
- A diszkó rendszeresen együttműködött a magyar VIVA televízióval, különféle versenyek szervezésében.
- A szlengben a Bank Dance Hallt csak Bankként emlegették.